# Maastricht Airlines
Maastricht Airlines war eine niederländische Fluggesellschaft. Sie wurde von der Gemeinde Maastricht und der Provinz Limburg unterstützt.

## Geschichte
Maastricht Airlines wurde 2012 vom Unternehmer und Flugschulbetreiber Hamid Kerboua gegründet. Der Betriebsbeginn wurde von Maastricht Airlines für den 25. März 2013 geplant, musste allerdings durch die verspätete Auslieferung des ersten Flugzeugs und dem daraus resultierend fehlenden Air Operator Certificate auf den 1. Mai verschoben werden. Am 16. April 2013 gab die Fluggesellschaft bekannt, dass sich der Betriebsbeginn aufgrund weiterer Verzögerungen bei der Auslieferung der Flugzeuge erneut verschoben habe. Am 29. Mai meldete die Maastricht Airlines nach dem Absprung eines Investors Insolvenz an und am 4. Juni 2013 erklärte das Gericht in Maastricht den Konkurs.
Anfang Juli startete die Belegschaft von Maastricht Airlines eine Crowdfunding-Kampagne, um die Fluggesellschaft zu retten, was nicht funktionierte.

## Flugziele
Maastricht Airlines plante zum Betriebsstart mindestens vier tägliche Flug pro Werktag nach Amsterdam Schiphol, zwei Flüge pro Werktag nach München und sechs Flüge pro Woche nach Berlin-Tegel. Mit dem bereits geplanten Ausbau der Flotte von zwei auf sechs Flugzeuge sollten außerdem noch Kopenhagen, London und Paris angeflogen werden.

## Flotte
Die Flotte von Maastricht Airlines bestand aus zwei Fokker 50-Flugzeugen, die von der italienischen Frachtfluggesellschaft MiniLiner geleast wurden. Die Flugzeuge sollten die Kennzeichen PH-KVA und PH-KVB erhalten, da beide Flugzeuge einst KLM Cityhopper gehörten. Es war geplant, die Flotte auf sechs Flugzeuge zu erweitern.